# Ricardo Vidal
Ricardo Jamin Vidal, född 6 februari 1931 i Mogpog på Marinduque, död 18 oktober 2017 i Cebu City, var en filippinsk kardinal och ärkebiskop.
Vidal biskopsvigdes 1971 och blev 1982 ärkebiskop av Cebu. År 1985 utsågs han av påve Johannes Paulus II till kardinalpräst med Santi Pietro e Paolo a Via Ostiense som titelkyrka.